# Wilma (orkaan)
| Top 10 krachtigste orkanen in het Atlantisch bassin gemeten naar luchtdruk. | Top 10 krachtigste orkanen in het Atlantisch bassin gemeten naar luchtdruk. | Top 10 krachtigste orkanen in het Atlantisch bassin gemeten naar luchtdruk. | Top 10 krachtigste orkanen in het Atlantisch bassin gemeten naar luchtdruk. |
| Rang                                                                        | Orkaan                                                                      | Seizoen                                                                     | Minimale druk in mbar (hPa)                                                 |
| --------------------------------------------------------------------------- | --------------------------------------------------------------------------- | --------------------------------------------------------------------------- | --------------------------------------------------------------------------- |
| 1                                                                           | Wilma                                                                       | 2005                                                                        | 882                                                                         |
| 2                                                                           | Gilbert                                                                     | 1988                                                                        | 888                                                                         |
| 3                                                                           | "Labour Day"                                                                | 1935                                                                        | 892                                                                         |
| 4                                                                           | Rita                                                                        | 2005                                                                        | 895                                                                         |
| 5                                                                           | Allen                                                                       | 1980                                                                        | 899                                                                         |
| 6                                                                           | Katrina                                                                     | 2005                                                                        | 902                                                                         |
| 7                                                                           | Camille                                                                     | 1969                                                                        | 905                                                                         |
| 7                                                                           | Mitch                                                                       | 1998                                                                        | 905                                                                         |
| 9                                                                           | Dean                                                                        | 2007                                                                        | 906                                                                         |
| 10                                                                          | Maria                                                                       | 2017                                                                        | 908                                                                         |
| Bron: Amerikaans departement van Handel                                     |                                                                             |                                                                             |                                                                             |

Orkaan Wilma was een orkaan, behorende tot het Atlantische orkaanseizoen 2005, die begon in de Caraïbische Zee in oktober 2005. Het is de 21e tropische storm, 13e orkaan en zesde orkaan met een kracht sterker dan 3 op de schaal van Saffir-Simpson van het Atlantische orkaanseizoen van 2005. Het is tevens de vierde orkaan in de vijfde categorie van het seizoen, nadat in 2006 Emily postuum tot de vijfde categorie werd opgewaardeerd. Hiermee werd het record van 1960 en 1961, meeste orkanen van de vijfde categorie, gebroken. Als twaalfde orkaan werd met Wilma het record van 1969, meeste orkanen in één seizoen, geëvenaard (later in oktober 2005 werd het record definitief gebroken en verlengd door de orkanen Beta en Epsilon). Als 21ste tropische storm werd het record van 1933 geëvenaard, ook dit record is later in het seizoen herhaaldelijk gesneuveld.
Op haar hoogtepunt daalde de luchtdruk in de orkaan tot 882 hPa, het laagste ooit gemeten in een Atlantische orkaan.

## Naamgeving
Tropische stormen krijgen sinds 1950 namen op alfabetische volgorde (met uitzondering van de letters Q, U, X, Y en Z).
Het was de eerste keer in de geschiedenis dat er een Atlantische orkaan met de naam W begint, en de namenlijst voor de orkanen van 2005 was dan ook volledig afgewerkt. Toen er enige tijd na Wilma een nieuwe storm ontstond kreeg deze de naam Alpha. Verdere stormen zouden namen van letters uit het Griekse alfabet krijgen. Later, in april 2006 werd de naam Wilma geschrapt en is in 2011 vervangen door Whitney.

## Verloop
De orkaan ontstond in het westen van de Caribische Zee ten zuiden van Jamaica als tropische depressie op 15 oktober. Op 17 oktober werd het een tropische storm en een dag later al een orkaan. Wilma koerste langzaam in noordwestelijke richting, naar de Straat Yucatán. Op 19 oktober bereikte zij haar laagste druk en hoogste windsnelheid. Daarna verzwakte ze, voordat zij landde op 21 oktober op het eiland Cozumel, Quintana Roo, Mexico als een categorie 4-orkaan. Zij trok verder en landde opnieuw, op 22 oktober nu op het Mexicaanse vasteland bij Playa del Carmen, Quintana Roo als categorie 4. Boven land kwam zij haast tot stilstand en verzwakte tot een categorie 2-orkaan. Na 2 dagen het schiereiland Yucatán te hebben geteisterd, draaide zij naar het noordoosten en trok de Golf van Mexico over in de richting van Florida. Boven zee werd ze sterker en zij landde op 24 oktober in Cape Romano, Florida als een categorie 3-orkaan. Tijdens de oversteek van het schiereiland Florida verzwakte zij nauwelijks en versterkte ze weer tot categorie 3 boven de Atlantische Oceaan. Zij trok snel verder in noordoostelijke richting. Boven kouder wordend water verzwakte zij, maar zij handhaafde zich als orkaan totdat zij op 25 oktober ten zuiden van Nova Scotia haar tropische kenmerken verloor.

## Voorzorgsmaatregelen
De orkaan vormde een zeer grote bedreiging in het westelijk deel van de Caraïbische Zee, waaronder Cuba, het noorden van Honduras, het schiereiland Yucatán in Mexico en mogelijk Florida in de Verenigde Staten. In Honduras bereidde men zich voor op het ergste, maar de orkaan bleek dat land ten noorden voorbij te trekken. De westelijke provincies van Cuba, alsmede de Mexicaanse eilanden Holbox en Mujeres en de Amerikaanse Florida Keys zijn uit voorzorg geëvacueerd.
Behalve voor de directe schade die de orkaan in bijvoorbeeld Florida zou kunnen aanrichten, wordt ook gewaarschuwd voor de mogelijkheid van een koudefront die een nasleep van de orkaan zou kunnen zijn, en die in combinatie met een sterke Arctische storm grote schade zou kunnen aanrichten in de noordoostkust van de Verenigde Staten.

## Schade
Op Haïti zijn twaalf doden gevallen en op Jamaica één. Doordat de orkaan bijzonder langzaam beweegt is ze gedurende lange tijd boven land blijven hangen in Mexico. Er is hier dan ook zeer veel schade aangericht. De Mexicaanse deelstaat Quintana Roo is getroffen door metershoge golven, en de schade lijkt enorm. Cozumel raakte afgesloten van de buitenwereld. Gouverneur Félix González Canto verklaarde dat Quintana Roo nog nooit door zo'n zware storm is getroffen. In Quintana Roo vielen 7 doden. Twee daarvan kwamen om door een gasexplosie veroorzaakt door Wilma in Playa del Carmen. In Yucatán kwam iemand om het leven nadat hij getroffen werd door een ontwortelde boom. In de nasleep van de orkaan zijn in Cancún plunderingen gemeld.
Ook Cuba was er vooral materiële schade. Het grootste deel van de bevolking was tijdig geëvacueerd dus er vielen maar vier doden. Ook moesten er amfibische voertuigen gebruikt worden om een aantal mensen te redden. In Havana viel de stroom uit.
In de Verenigde Staten vielen 22 doden, allemaal in Florida. Ook hier was er vooral veel materiële schade. Delen van Fort Lauderdale liepen onder water.

### Dodental per land of staat
- Verenigde Staten van Amerika 22
  - Florida 22
- Haïti 12
- Mexico 8
  - Quintana Roo 7
  - Yucatán 1
- Cuba 4
- Jamaica 1

## Hulpverlening
De Mexicaanse president Vicente Fox verklaarde dat hij naar het getroffen gebied zou afreizen zodra dat mogelijk is. Hij verklaarde dat toeristen geholpen zouden worden, maar dat de focus bij de hulpverlening zou liggen op de lokale bevolking. Het Mexicaanse leger brengt voedsel, water, medicijnen en gereedschap om beschadigde gebouwen te repareren naar het gebied. De Amerikaanse regering heeft USD $200.000 aan hulp toegezegd.